# Criorhina crioarctos
Criorhina crioarctos är en tvåvingeart som beskrevs av Hull 1944. Criorhina crioarctos ingår i släktet pälsblomflugor, och familjen blomflugor.
Artens utbredningsområde är Myanmar. Inga underarter finns listade i Catalogue of Life.